# Cuisine périgourdine

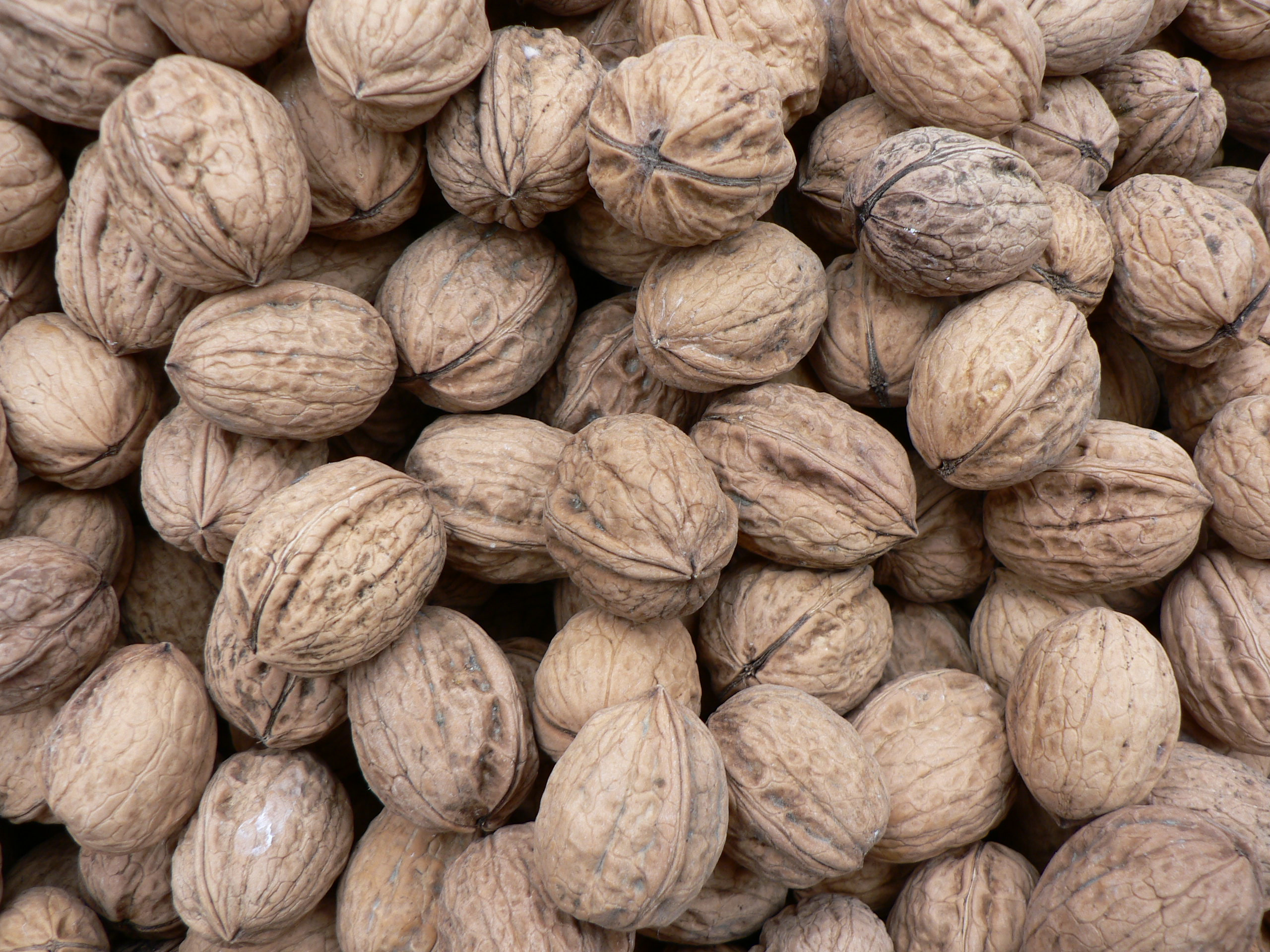
La noix du Périgord (AOC) est l'un des plus célèbres fruits de la région.

La cuisine périgourdine regroupe toutes les traditions culinaires variées du Périgord.

## Histoire
La gastronomie périgourdine, riche et diverse, se confond avec le mythe d'une nourriture généreuse et abondante, instituant ainsi une norme nationale reconnue et recherchée.
En réalité, la cuisine ancienne du Périgord est une cuisine paysanne, à base de farine de maïs (millassous, mique), de châtaignes, de noix, dans une région pauvre où le blé et le beurre ont été longtemps inconnus. En 1929, le livre de La Mazille, une Périgourdine devenue parisienne, fait connaître cette cuisine, avec son ouvrage La Bonne Cuisine du Périgord, toujours réédité.
La fraise du Périgord n'est cultivée qu'à partir des années 1960, sur des terres défrichées des forêts de châtaigniers.
La diversité des plats périgourdins devient stable au cours du XIXe siècle, lorsque le nombre de clients[Lesquels ?] diminue progressivement. Selon l'écrivain Raymond Dumay, « le Périgord ne dispose plus que de deux atouts : sa valeur touristique et la qualité de sa cuisine qui reste digne de sa réputation ». Selon l'institut de sondages français Sofres, la gastronomie périgourdine offre « une diversité de produits et de mets représentatifs du “bien manger” français ».
Dans la seconde moitié du XXe siècle, la gastronomie périgourdine fait face à l'arrivée du fast-food et d'établissements proposant de la nourriture industrielle, alors que l'essor de la production de foie gras participe à la renommée de la gastronomie locale. Dans les années 1970, la principale source agricole du Périgord, qui est le vaste terroir du Sarladais, connaît des déséquilibres dans le système agricole. Ainsi, en 1981, les défenseurs de la cuisine du Périgord fondent l'Association des cuisiniers et des métiers ; l'arrivée de ressources gastronomiques locales relance l'économie.
Étant reconnus comme les principaux facteurs des flux touristiques de ces années-ci, les produits régionaux sont valorisés, notamment la noix, la châtaigne, la truffe noire et le foie gras, qui restent, encore jusqu'à aujourd'hui, des aliments symboliques du Périgord.

## Spécialités culinaires

### Soupes et légumes
- Aillet.
- Cèpes : à la périgourdine[8], en velouté, en pâté, en omelette, en tarte…
- Chabrot ou chabrol : coutume consistant à verser du vin dans le reste de soupe et à le boire à même l'assiette.
- Salade périgourdine (différentes versions[9],[10],[11]).
- Salsifis.
- Sobronade ou sabrenade[12] : soupe épaisse aux haricots.
- Soupe à la courge ou au potiron.
- Soupe à l'oseille[13].
- Tourin[14],[15].

### Œufs
- Brouillade.
- Omelette de Pâques à l'aillet[16].
- Omelette de Thiviers.

### Féculents, pains
- Farcidures[17] : sortes de boules à base de pomme de terre cuites dans un bouillon.
- Frétisse : pain frotté à l'ail.
- Mique.
- Pommes sarladaises[18] .
- Pommes de terre à l'échirlète[19] : cuites au bouillon de bœuf puis dans de la graisse d'oie.
- Poux ou rimotes[20] : sorte de bouillie de maïs.
- Sarmentine : variété de baguette du Bordelais connue en Bergeracois.

### Viandes et charcuterie
- Agneau du Périgord.
- Ballotine de dinde[21].
- Bœuf blond d'Aquitaine, bœuf limousin.
- Boudin périgourdin[22].
- Cagouilles à la périgourdine[23] : cuisinées avec une farce à base de jambon, confit d'oie ou de canard, noix, échalote et ail.
- Canards.
- Civets.
- Confit d'oie ou de canard.
- Cou d'oie ou de canard farci[24],[25].
- Dindon de Varaignes[26].
- Enchaud.
- Farci périgourdin ou chou farci[27].
- Foie gras, préparé par exemple en terrine ou au monbazillac.
- Friand de Bergerac[28].
- Gimboura : soupe au boudin du Bergeracois[29].
- Grillon (pâté) .
- Lièvre en cabessal[30].
- Magret de canard.
- Palombe.
- Papitou ou papiton[31] : bloc de foie gras enrobé d'un pâté à base de porc.
- Pâté de Périgueux : pâté au foie gras et à la truffe, autrefois en croûte.
- Petit Sarladais[32] : spécialité à base de pâté de porc et de foie gras de canard.
- Porc du Limousin, porc gascon.
- Poularde, chapon et poulet du Périgord[33], volailles grasses du Périgord Noir.
- Poulet sauce rouilleuse.
- Sanglier : élevé à Saint-Félix-de-Reilhac-et-Mortemart.
- Sanguette.
- Soupe à la carcasse d'oie[34].
- Tourtière de poulet aux salsifis[35].
- Veau de Chalais[36],[37].

### Poissons
- Alose à l'oseille.
- Brochet de la Dordogne[38],[39].
- Carpe : à la Neuvic[40], farcie au foie gras…
- Caviar de Dordogne, notamment celui de Neuvic.
- Lamproie.
- Poissons de rivière.
- Saumon au foie et aux cèpes[20].

### Fromages
- Cabécou.
- Chaumes : fromage à pâte molle et croûte lavée orangée produit à Saint-Antoine-de-Breuilh.
- Chèvre de Thiviers[41] : petit fromage fermier.
- Cujassou[42] : fromage plié dans des feuilles de châtaignier, originaire de Cubjac.
- Fromage de brebis de l'abbaye d'Echourgnac[43].
- Tomme de chèvre de La Douze, fromages de chèvre de Pezuls.
- Tomme du Sarladais.
- Trappe d'Echourgnac[43] : fromage monastique, nature ou affiné à l'eau de noix.

### Champignons
- Truffe noire .
- Cèpes

### Condiments, sauces
- Aliade : sauce accompagnant le lièvre ou le canard.
- Huile de noix.
- Huile et vinaigre à la truffe.
- Safran, cultivé dans le Périgord Noir.
- Sauce Périgueux.
- Verjus du Périgord[44].
- Vinaigre de vin du Bergeracois.

### Desserts
- Anguille aux pommes[45] : sorte de chausson aux pommes à l'eau-de-vie.
- Beignets de fleurs d'acacia[46].
- Cajasse[47] : sorte de grosse crêpe garnie de pommes, spécialité du Quercy et du Sarladais.
- Cambes d'ouilles ou ogulhets[20] : petits beignets proches des merveilles.
- Clafoutis.
- Coque de Pâques[48], également connue dans le Quercy
- Cordonnelles ou cornouelles[20] : petits biscuits cornus aussi connus dans le Quercy.
- Couronne des Rois.
- Crêpe à l'anis.
- Crépeaux ou pâtissous : sortes de beignets ; le crépeau au singulier désigne aussi une sorte de grosse crêpe par exemple aux pommes[49].
- Crispés de Montignac[50] ou de Verdon[51] : sorte de beignets à la mie de pain.
- Croquants aux noix, croquants du Périgord (à la noix et à la fleur d'oranger)[52] .
- Croquants de Ribérac : biscuits aux amandes.
- Croquant de Sarlat aux noix.
- Daudine : pain perdu.
- Duchesse de Sarlat[53].
- Flaugnarde ou flognarde[54] : sorte de millas ou clafoutis (flan) aux pommes.
- Fougeasse ou fougasse.
- Gâteaux : aux amandes, aux châtaignes, aux noix.
- Gâteau au miel et aux noisettes[20].
- Gâteau périgourdin[55],[56] : à base de cacao et de noix.
- Jacques : sortes de crêpes au pain ou aux pommes.
- Le Lascaux : dacquoise à la noisette avec une crème au praliné, spécialité de Sarlat.
- Lucquettes[20].
- Macarons de Bergerac ou de Montpon.
- Massepain[57] : gâteau aéré, type gâteau de Savoie, consommé avec de la crème à la vanille[20].
- Merveilles : petits beignets.
- Millas ou millassou : sorte de flan, sans potiron en Bergeracois (influence bordelaise), à base de potiron plus généralement[58].
- Nontronnais[59] : sorte de gâteau sans cuisson au chocolat et à la châtaigne originaire de Nontron.
- Oreilles de curé[20].
- Pastis du Périgord[60].
- Tarte de Beynac[61].
- Tartes : aux châtaignes[62], aux noix, au monbazillac[63].
- Tarte sèche : biscuit plat à l'anis, spécialité de Montignac[64], de Lisle…
- Tourteaux[20] : crêpes de maïs.
- Tourtière aux pruneaux.
- Tourtillou ou tortillons[20].

### Confiseries, confitures
- Arlequines de Carlux : cerneaux de noix grillés et enrobés de chocolat.
- Bouchons.
- Confit de vin de Bergerac.
- Confitures, pâtes de fruits et fruits séchés de l'abbaye d'Echourgnac.
- Crème de noix, de marrons.
- Croquinoix : chocolats pralinés aux noix du Périgord, spécialité de Bergerac.
- Frangipane de Saint-Astier[20].
- Fruits à l'eau-de-vie (raisins, pruneaux, cerises).
- Grains d'or : chocolats au monbazillac.
- Guinettes : cerises à l'eau-de-vie.
- Mendiants aux noix du Périgord.
- Meynardises : cerneaux de noix au chocolat confectionnés à Sorges.
- Miel : produit à Nojals-et-Clotte, Saint-Avit-de-Vialard, Saint-Laurent-la-Vallée…
- Noix caramélisées.
- Pavés de Bergerac : chocolats à la nougatine et à la praline.
- Lo Trobador : chocolat confectionné à Ribérac.

### Fruits
- Cerises (variétés locales : négrale ou négrote, trompe-geai).
- Châtaignes.
- Fraise du Périgord ou de Vergt.
- Noix du Périgord (AOC) (variétés locales : corne du Périgord, grandjean).
- Pêches (variétés locales : brugnon café, nectarine alberge originaire de Saint-Méard-de-Gurçon, pêche blanche téton, pêche colombine, pêche jaune miel, pêche muscade).
- Poires (variétés locales : poire de Marsaneix).
- Pommes (variétés locales : bonde de barrique, boulonnex, court-pendu gris, pomme d'île, redondelle ou blandureau, rené vert ou reine vert, ronde de Montignac).
- Pomme du Limousin AOP (dans le Périgord vert).
- Prune de Vars[65].

### Boissons
- Bières artisanales confectionnées à Sarlat, Saint-Saud-Lacoussière, Bergerac...
- Eau de noix, vin de noix : la première est une eau-de-vie de noix vertes, le second contient également du vin rouge.
- Eau de source (marque Cristaline) : captée à Saint-Martin-de-Gurson.
- Eaux-de-vie ou ratafias de coings, de prunes, de raisin, d'angélique, de genièvre…
- Fénelon ou pousse-cailloux[66] : apéritif à base de vin rouge de cahors, noix vertes et cassis, spécialité du Quercy et du Sarladais.
- Génébrette : liqueur de genièvre.
- Liqueur de safran.
- Liqueur de truffe.
- Liqueurs et apéritifs du Sarladais (apéritif du soleil, gatinoise, gatinoix, liqueur des consuls, liqueur périgourdine…)[67],[68].
- Périgord (IGP).
- Thé au safran.
- Tisanes de l'abbaye d'Echourgnac.
- Vins du Bergeracois (bergerac, montravel, haut-montravel, côtes-de-montravel, monbazillac, rosette, pécharmant et saussignac).
- Vins de Domme[69].